# Möslbahn
| Möslbahn                 | Möslbahn                 |
| ------------------------ | ------------------------ |
| Bergstation der Möslbahn |                          |
| Standort:                | Hochschwendberg, Hippach |
| Bauart:                  | 10-MGD                   |
| Baujahr:                 | 2018                     |
| Berg:                    | Horbergkarspitze         |
| Talstation:              | Mösl , 1377 m            |
| Zwischenstation:         | Pistenende , 1430 m      |
| Bergstation:             | Horberg , 1934 m         |
| Streckenlänge:           | 1660 m                   |
| Fahrgeschwindigkeit:     | 6 m/s                    |
| Anzahl der Gondeln:      | 44 Stk.                  |
| Hersteller:              | Doppelmayr               |

Die Möslbahn ist eine Einseilumlaufbahn im Skigebiet Penken der Mayrhofner Bergbahnen AG. Diese führt vom Hochschwendberg, einem Ortsteil von Hippach, auf den Horberg. Die Eröffnung der Seilbahn hat am 15. Dezember 2018 stattgefunden; erste Arbeiten haben im Herbst 2017 begonnen. Neben der eigentlichen Bahn wurde eine Tiefgarage in der Talstation gebaut.

## Vorgeschichte
Nach der Neuerrichtung der Penkenbahn im Jahre 2015 und dem Bau der Horbergbahn im Jahre 2000 lässt sich das Skigebiet Ski Zillertal 3000 sowohl von Mayrhofen als auch von Schwendau per Gondel erreichen. Vom Hochschwendberg muss man allerdings bisher den Skibus benutzen, um zum nächstgelegenen Einstieg in das Skigebiet in Mayrhofen zu gelangen.

## Technische Daten
Die Kabinen der Seilbahn der Generation D-Line von Doppelmayr bieten Platz für jeweils 10 Personen, womit eine Förderleistung von rund 2000 Personen pro Stunde umgesetzt werden kann. Neben der Investition von 18 Millionen Euro für die Seilbahn mit Tal-, Mittel- und Bergstation wurden weitere 2,7 Millionen € in 1,2 km neue Pistenflächen investiert.